# 前のめり
「前のめり」（まえのめり）は、日本の女性アイドルグループ・SKE48の楽曲。作詞は秋元康、作曲は杉山勝彦が担当した。2015年8月12日にSKE48の18作目のシングルとしてエイベックス・ミュージック・クリエイティヴ（avex trax）から発売された。楽曲のセンターポジションは松井玲奈が務めた。

## 背景とリリース
前作「コケティッシュ渋滞中」から約4か月半ぶりで、2015年2枚目のシングル。CDはTYPE-A,B,C,Dそれぞれ初回生産限定盤および通常盤、さらに劇場盤の9形態でのリリース。初回盤4種には封入特典としてイベント参加券1枚とランダム生写真1枚（全19種）が付いた。
センターを務めるのは松井玲奈。前作に続くが、当人初めての単独センターとなる。
選抜メンバーは、前作から2人減って19人となった。研究生の後藤楽々が初選抜となった。一方、磯原杏華、二村春香、宮前杏実の3人が選抜から外れた。
カップリングは、各タイプ2曲ずつ、計5曲。若手15人からなるユニット「ドリーミング ガールズ」が歌う「制服を着た名探偵」が全タイプ共通で収録。Type-A - Cは各チームの曲。チームSの「素敵な罪悪感」はスピード感のある曲、チームKIIの「焦燥がこの僕をだめにする」はミディアムバラード、チームEの「長い夢のラビリンス」はメロディアスな曲と紹介されている。Type-Dは松井玲奈がソロで歌う卒業ソング「2588日」。このタイトルは、松井玲奈がSKE48のオーディションに合格してから2015年8月30日の豊田スタジアムでの卒業コンサートまでの期間に由来する。なお、「2588日」はリリックビデオも公開されている。
キャッチコピーは「迷わず前へ進め!」。

## 音楽性と批評
作曲を担当したのは、男性2人組の音楽ユニットUSAGIのメンバーでもある杉山勝彦。AKB48やHKT48、乃木坂46への楽曲提供はこれまでにも行っているが、SKE48へはこれが初となる。
松井玲奈の卒業を目前にして、「夢を追いかける人の背中を押す」ような前向きで真っ直ぐな詞を、爽やかさや疾走感に溢れた曲調に乗せて歌う曲。
歌詞は、この時期の松井玲奈の心境に重ね合わせることができ、これまでの活動の歴史や卒業を前にした心持ちが表現されていると解釈できる。一方で、頑張っている人を主にして誰にでも当てはまる歌詞とも解釈でき、頑張っている人の背中を押す、あるいは他のSKE48メンバー各々が改めてどこか気づかされる歌詞でもあるという。松井玲奈によれば、「全力で頑張ることのステキさ」「一生懸命になることのキラキラした感じ」が表現されている。
解釈については松井玲奈自身もインタビューで、歌詞は秋元康が松井玲奈をイメージして書いてるんですよね、という記者の問いに対して、これを否定し、「頑張ってる人ってみんなこうだと思うんです。だから私はどのメンバーにも当てはまるのかなと考えて歌っています」と答えている。
曲に込める思いについて、別のインタビューの同様の問いに際して松井玲奈は、「長い目で見ると、私がセンターで歌うよりも、みんなが歌っていく回数の方が絶対的に多くなっていきます」「自分の曲という風に感じるのではなく、むしろフラットな気持ちで、（この曲に込められたものを）ストレートに伝えられるよう、素直に歌っています」とコメントしている。また、「この曲を聴いてくれた人が“頑張ろう!!”と思ってくれたら一番嬉しいです」ともコメントしている。

## プロモーション
今回のシングルならではのイベントとして、8月15日に名古屋（ポートメッセなごや）で、8月17日に関東（さいたまスーパーアリーナ）で、シングル封入のイベント参加券を引換券とする松井玲奈の卒業記念イベントが行われた。名古屋ではクイズ大会「松井玲奈と思い出争奪 名古屋横断ウルトラクイズ」の勝者を対象としたバスツアー、関東では「メッセージカードお渡し会」が行われた。
また、8月21日にはテレビ朝日系列の音楽番組『ミュージックステーション』に出演し、ひまわりを散りばめたセットの中で「前のめり」を披露した。番組中、エンディングトークで感想を求められた福山雅治が「松井さん今日最後（のMステ出演）なんで」と松井玲奈にコメントを譲るという印象的な場面もあった。

## アートワーク
| TYPE-A 初回限定盤 表 | 松井玲奈                       |
| TYPE-A 通常盤 表     | 神門沙樹・佐藤すみれ・柴田阿弥 |
| TYPE-A 裏            | チームSメンバー16名            |
| TYPE-B 初回限定盤 表 | 松井珠理奈                     |
| TYPE-B 通常盤 表     | 東李苑・大場美奈・惣田紗莉渚   |
| TYPE-B 裏            | チームKIIメンバー17名          |
| TYPE-C 初回限定盤 表 | 後藤楽々・古畑奈和             |
| TYPE-C 通常盤 表     | 大矢真那・北川綾巴・宮澤佐江   |
| TYPE-C 裏            | チームEメンバー18名            |
| TYPE-D 初回限定盤 表 | 須田亜香里・高柳明音・谷真理佳 |
| TYPE-D 通常盤 表     | 江籠裕奈・木本花音・松村香織   |
| TYPE-D 裏            | 松井玲奈                       |
| 劇場盤 表            | 「前のめり」選抜メンバー19名   |

## チャート成績
「前のめり」のシングルCDは、2015年8月24日付オリコン週間シングルチャートにおいて、2位を大きく引き離す初登場1位にランクインした。同チャートにおけるSKE48のシングルの1位獲得は「バンザイVenus」から14作連続、通算14作目となった。初動売上は約37.0万枚となった。
Billboard JAPANのチャートにおいては、2015年8月24日付のHot 100とHot Singles Salesで1位にランクインした。ルックアップでは2位、ツイートでは3位となった。
サウンドスキャンジャパンのチャートにおいては、2015年8月10日 - 16日調査分の週間CDソフト シングルランキング TOP20でType-A初回盤が推定売上枚数32,023枚を記録し1位となった。また、続けてType-D初回盤が2位、Type-C初回盤が3位、Type-B初回盤が5位にランクインしている。

## ミュージック・ビデオ
監督を務めたのは前作に引き続き中村哲平で、沖縄を舞台に撮影が行われた。ミュージック・ビデオは、2015年6月10日のニッポン放送『オールナイトニッポン』で松井玲奈が卒業を発表するシーンで始まり、汗をかきながら踊るダンスシーンや、メンバーが行った松井玲奈へのサプライズパーティーの模様で構成されている。
撮影は松井玲奈の卒業発表の翌日に行われた。サプライズの準備のため前乗りしていたメンバーらは、沖縄のホテルで卒業を初めて知り騒然となったという。そういうタイミングも相まって、MVは自然体のメンバーのリアルな感情が垣間見える、ドキュメンタリーの要素が強いという。
振付を担当したのも前作に引き続き牧野アンナ。なお、振付アシスタントとして、佐藤すみれと同期で元AKB48の鈴木紫帆里も参加している。
撮影場所は下表の通り。
| 「前のめり」                 | ナガンヌ島/桟橋・ビーチ・レストコテージ（沖縄県島尻郡渡嘉敷村）   |
| 「素敵な罪悪感」             | 結婚式場「アルバート邸」（群馬県前橋市）                          |
| 「焦燥がこの僕をだめにする」 |                                                                   |
| 「長い夢のラビリンス」       | ハウススタジオ「T's studio yamanakako」（山梨県南都留郡山中湖村） |
| 「2588日」                   | 松井玲奈の出身高校の体育館/豊橋駅/名鉄名古屋駅/SKE48劇場          |

## シングル収録トラック

### TYPE-A
| #         | タイトル                                    | 作詞      | 作曲           | 編曲           | 時間  |
| --------- | ------------------------------------------- | --------- | -------------- | -------------- | ----- |
| 1.        | 「前のめり」                                | 秋元康    | 杉山勝彦       | 若田部誠       | 4:16  |
| 2.        | 「素敵な罪悪感」(Team S)                    | 秋元康    | 野中“まさ”雄一 | 野中“まさ”雄一 | 4:21  |
| 3.        | 「制服を着た名探偵」(ドリーミング ガールズ) | 秋元康    | 飯田清澄       | 飯田清澄       | 4:04  |
| 4.        | 「前のめり off vocal ver.」                 |           | 杉山勝彦       | 若田部誠       | 4:15  |
| 5.        | 「素敵な罪悪感 off vocal ver.」             |           | 野中“まさ”雄一 | 野中“まさ”雄一 | 4:21  |
| 6.        | 「制服を着た名探偵 off vocal ver.」         |           | 飯田清澄       | 飯田清澄       | 4:03  |
| 合計時間: | 合計時間:                                   | 合計時間: | 合計時間:      | 合計時間:      | 25:21 |

| #  | タイトル                                                       | 作詞 | 作曲・編曲 | 監督     | 時間 |
| -- | -------------------------------------------------------------- | ---- | ---------- | -------- | ---- |
| 1. | 「前のめり Music Video」                                       |      |            | 中村哲平 | 5:06 |
| 2. | 「素敵な罪悪感 Music Video」                                   |      |            | 福居英晃 | 4:59 |
| 3. | 「特典映像「新世代の躍動〜Documentary of SKE48 7期研究生〜」」 |      |            |          |      |

### TYPE-B
| #         | タイトル                                    | 作詞      | 作曲       | 編曲           | 時間  |
| --------- | ------------------------------------------- | --------- | ---------- | -------------- | ----- |
| 1.        | 「前のめり」                                | 秋元康    | 杉山勝彦   | 若田部誠       | 4:16  |
| 2.        | 「焦燥がこの僕をだめにする」(Team KII)      | 秋元康    | うみ野勝久 | 野中“まさ”雄一 | 4:52  |
| 3.        | 「制服を着た名探偵」(ドリーミング ガールズ) | 秋元康    | 飯田清澄   | 飯田清澄       | 4:04  |
| 4.        | 「前のめり off vocal ver.」                 |           | 杉山勝彦   | 若田部誠       | 4:15  |
| 5.        | 「焦燥がこの僕をだめにする off vocal ver.」 |           | うみ野勝久 | 野中“まさ”雄一 | 4:52  |
| 6.        | 「制服を着た名探偵 off vocal ver.」         |           | 飯田清澄   | 飯田清澄       | 4:03  |
| 合計時間: | 合計時間:                                   | 合計時間: | 合計時間:  | 合計時間:      | 26:24 |

| #  | タイトル                                                           | 作詞 | 作曲・編曲 | 監督     | 時間 |
| -- | ------------------------------------------------------------------ | ---- | ---------- | -------- | ---- |
| 1. | 「前のめり Music Video」                                           |      |            | 中村哲平 | 5:06 |
| 2. | 「焦燥がこの僕をだめにする Music Video」                           |      |            | 中村太洸 | 4:55 |
| 3. | 「特典映像「未来への序章〜Documentary of SKE48 ドラフト2期生〜」」 |      |            |          |      |

### TYPE-C
| #         | タイトル                                    | 作詞      | 作曲      | 編曲      | 時間  |
| --------- | ------------------------------------------- | --------- | --------- | --------- | ----- |
| 1.        | 「前のめり」                                | 秋元康    | 杉山勝彦  | 若田部誠  | 4:16  |
| 2.        | 「長い夢のラビリンス」(Team E)              | 秋元康    | 俊龍      | 若田部誠  | 5:08  |
| 3.        | 「制服を着た名探偵」(ドリーミング ガールズ) | 秋元康    | 飯田清澄  | 飯田清澄  | 4:04  |
| 4.        | 「前のめり off vocal ver.」                 |           | 杉山勝彦  | 若田部誠  | 4:15  |
| 5.        | 「長い夢のラビリンス off vocal ver.」       |           | 俊龍      | 若田部誠  | 5:08  |
| 6.        | 「制服を着た名探偵 off vocal ver.」         |           | 飯田清澄  | 飯田清澄  | 4:03  |
| 合計時間: | 合計時間:                                   | 合計時間: | 合計時間: | 合計時間: | 26:56 |

| #  | タイトル                                                | 作詞 | 作曲・編曲 | 監督     | 時間 |
| -- | ------------------------------------------------------- | ---- | ---------- | -------- | ---- |
| 1. | 「前のめり Music Video」                                |      |            | 中村哲平 | 5:06 |
| 2. | 「長い夢のラビリンス Music Video」                      |      |            | 園田俊郎 | 6:00 |
| 3. | 「特典映像「2588日。Documentary of 松井玲奈」（前編）」 |      |            |          |      |

### TYPE-D
| #         | タイトル                                    | 作詞      | 作曲      | 編曲      | 時間  |
| --------- | ------------------------------------------- | --------- | --------- | --------- | ----- |
| 1.        | 「前のめり」                                | 秋元康    | 杉山勝彦  | 若田部誠  | 4:16  |
| 2.        | 「2588日」(松井玲奈)                        | 秋元康    | 渡邉沙志  | 若田部誠  | 4:57  |
| 3.        | 「制服を着た名探偵」(ドリーミング ガールズ) | 秋元康    | 飯田清澄  | 飯田清澄  | 4:04  |
| 4.        | 「前のめり off vocal ver.」                 |           | 杉山勝彦  | 若田部誠  | 4:15  |
| 5.        | 「2588日 off vocal ver.」                   |           | 渡邉沙志  | 若田部誠  | 4:57  |
| 6.        | 「制服を着た名探偵 off vocal ver.」         |           | 飯田清澄  | 飯田清澄  | 4:03  |
| 合計時間: | 合計時間:                                   | 合計時間: | 合計時間: | 合計時間: | 26:35 |

| #  | タイトル                                                | 作詞 | 作曲・編曲 | 監督     | 時間 |
| -- | ------------------------------------------------------- | ---- | ---------- | -------- | ---- |
| 1. | 「前のめり Music Video」                                |      |            | 中村哲平 | 5:06 |
| 2. | 「2588日 Music Video」                                  |      |            | 丸山健志 | 7:36 |
| 3. | 「特典映像「2588日。Documentary of 松井玲奈」（後編）」 |      |            |          |      |

### 劇場盤
| #  | タイトル                                    | 作詞   | 作曲     | 編曲     | 時間 |
| -- | ------------------------------------------- | ------ | -------- | -------- | ---- |
| 1. | 「前のめり」                                | 秋元康 | 杉山勝彦 | 若田部誠 | 4:16 |
| 2. | 「制服を着た名探偵」(ドリーミング ガールズ) | 秋元康 | 飯田清澄 | 飯田清澄 | 4:04 |
| 3. | 「SKE48 18th Single Medley」                |        |          |          |      |
| 4. | 「前のめり off vocal ver.」                 |        | 杉山勝彦 | 若田部誠 | 4:15 |
| 5. | 「制服を着た名探偵 off vocal ver.」         |        | 飯田清澄 | 飯田清澄 | 4:03 |

## 選抜メンバー
- 東李苑
- 江籠裕奈
- 大場美奈
- 大矢真那
- 北川綾巴
- 木本花音
- 神門沙樹
- 後藤楽々
- 佐藤すみれ
- 柴田阿弥
- 須田亜香里
- 惣田紗莉渚
- 高柳明音
- 谷真理佳
- 古畑奈和
- 松井珠理奈
- 松井玲奈
- 松村香織
- 宮澤佐江